# Молат
Молат (на хърватски: Molat,) е остров в централната част на Хърватия в Адриатическо море, разположен на северозапад от Задар.

## Общи данни
Островът има площ 22,82 км² и дължина на бреговата линия 48 км Най-високата му точка е хълмът Книжак (148 м). На север от него е остров Ист, отделен с тесния пролив Запунтел, още по на север се намират островите Силба и Олив. На югоизток са Сеструн и Зверинац, а на юг - остров Дуги оток.
Североизточният бряг на Молат е нисък, с голям брой заливи и пещери. Югозападният бряг е по-стръмен. По-голямата част от Молат е покрита с млади гори и ниски храсти.
Молат се намира в Задарска жупания. С град Задар е свързан с фериботна линия.

## История
През 1151 г. островът става собственост на бенедиктинския манастир на Задар. От началото на XV в. подобно на останалите острови в Адриатическо море и на цялото континентално крайбрежие Молат минава под контрола на Венеция, която се разпорежда тук до падането си през 1797 г. Венеция предоставя острова под аренда на няколко богати задарски фамилии, една практика, която била валидна и за голяма част от останалите острови (вж напр. остров Дървеник Вели). По време на Втората световна война Италия окупира острова и изгражда тук концентрационен лагер, който функционира от 1941 до 1943 г. След края на войната от 1945 г. островът е част от Югославия, а от 1991 г. след нейния разпад влиза в границите на Хърватия.

## Население
Населението на Молат наброява 197 души (2011 г.) и живее в три населени места на острова – едноименното село Молат (107 жители), в Бъргуле (48 жители) и в Запунтел (42 жители). Занимава се с риболов, земеделие, овцевъдство и туризъм.